# 175 Nada Especial
"175 Nada Especial" é uma canção do rapper brasileiro Gabriel o Pensador, que foi lançada em seu primeiro e homônimo álbum (Gabriel o Pensador) em 1993. A música ganhou o prêmio pelo melhor videoclipe de rap no VMB, em 1995. A música contém samples de "Music for My Mother" do Funkadelic.
O videoclipe da canção se passa em um ônibus e contou com diversas participações que incluíam Ronaldo como cobrador, além de outros artistas como Martinho da Vila, Toni Garrido, Zé Ramalho, MV Bill e Neguinho da Beija-Flor.

## Créditos
- Voz: Gabriel O Pensador
- Programação de bateria: Gabriel O Pensador e Marcelo Mansur
- Gaita: Flávio Guimarães
- Concepção de arranjos e samples: Gabriel O Pensador
- Programação de computador e edição de samples: Chico Neves
- Vozes extra: Jorge "Tito", DJ Frias, Fabio Fonseca, Guilherme Callichio

## Prêmios e indicações
| Ano  | Prêmio                 | Categoria         | Resultado | Ref.  |
| ---- | ---------------------- | ----------------- | --------- | ----- |
| 1995 | MTV Video Music Brasil | Videoclipe de Rap | Venceu    | [ 3 ] |